# Dalibor Hanes
Dalibor Hanes (2 de octubre de 1914 Tisovec – 16 de diciembre de 2007) fue un abogado, profesor universitario y político eslovaco y checoslovaco del Partido Comunista de Eslovaquia (KSS, rama regional del Partido Comunista de Checoslovaquia, KSČ), miembro del Consejo Nacional Eslovaco (SNR) y de la Cámara de las Naciones de la Asamblea Federal de Checoslovaquia durante la normalización, mientras que para ese periodo se desempeñó como presidente a largo plazo de la Cámara de las Naciones y en los años 1969-1971 también como presidente de la Asamblea Federal (FS).

## Biografía
Se graduó en un gimnasio real, luego estudió derecho en 1932-1939 derecho en la Universidad Carolina y en 1940-1941 en la Universidad Eslovaca de Bratislava. En 1941 recibió el título de doctor. En los años 1940-1944, trabajó como asistente legal en Prešov y Banská Bystrica. Se unió al movimiento ilegal comunista. En 1944 participó en el Levantamiento Nacional Eslovaco y desde agosto de 1944 fue miembro del KSS. De septiembre a octubre de 1944 fue miembro asociado de la presidencia del insurgente Consejo Nacional Eslovaco, de noviembre de 1944 a febrero de 1945 miembro de la unidad partidista, de marzo a abril de 1945 miembro del Consejo Nacional Eslovaco en el territorio liberado en Košice (en 1944-1945 como jefe del presidium de la Comisión de Industria y Comercio). En el período 1945-1948, trabajó como comisionado del gobierno de la Cámara de Comercio e Industria de Bratislava, en 1948-1949 como director de la administración regional para la compra de productos agrícolas en Bratislava, y en 1949-1950 como comisionado regional. director de esta organización. En la década de 1950, pasó de la vida política al ámbito académico.
Trabajó como docente en la Universidad de Economía de Bratislava, en los años 1951-1969 dictó conferencias sobre derecho económico. Se especializó en temas de derecho económico y comercial. Escribió varias monografías sobre este tema (Derecho de Marcas, Comentario al Código Económico).
Su carrera política alcanzó su punto máximo durante la normalización. En los años 1969–1986, figura como participante en el Comité Central del Partido Comunista de Eslovaquia. En 1969, fue cooptado como miembro del Comité Central del Partido Comunista de Checoslovaquia. Los congresos XIV, XV, XVI y XVII del KSČ lo confirmron en su cargo. Fue relevado de su cargo en marzo de 1987. En el período enero de 1970 - mayo de 1971, también fue candidato a la presidencia del Comité Central del KSČ.
También ocupó cargos en las más altas asambleas legislativas durante mucho tiempo. En los años 1968–1971, fue diputado y en el período 1968–1969 miembro de la presidencia del Consejo Nacional Eslovaco. Después de la federalización de Checoslovaquia, también fue miembro en la Cámara de las Naciones de la Asamblea Federal en enero de 1969. Fue nominado al parlamento federal por el Consejo Nacional Eslovaco. Ganó el mandato en las elecciones de 1971 (distrito electoral Středoslovenský kraj) y nuevamente en las elecciones de 1976 (distrito Banská Bystrica), las elecciones de 1981 y 1986 (distrito Jaslovská Bohunice). Dentro del parlamento federal, ocupó permanentemente posiciones de liderazgo. En enero de 1969, cuando se estableció el FS, se convirtió en presidente de la Cámara de las Naciones de la Asamblea Federal y, en octubre de 1969, en presidente de la Asamblea Federal. Permaneció en este cargo hasta 1971. Durante su presidencia, la Asamblea Federal aprobó un paquete de cambios de competencia, que limitó significativamente los poderes de las repúblicas nacionales de la federación checoslovaca. Después de las elecciones de diciembre de 1971, volvió a ser presidente de la Cámara de las Naciones. Conservó su cargo después de las elecciones de 1976, 1981 y 1986. Renunció al cargo de presidente en marzo de 1987. Como miembro de la FS, vivió la Revolución de Terciopelo de 1989 y luego en enero de 1990 renunció a su mandato como parte del proceso de cooptación de nuevos diputados.
En los años 1970-1972, también ocupó el cargo de presidente del Comité Central de la Unión de Amistad Checoslovaco-Soviética, desde 1972 fue el primer vicepresidente del Comité Central del SČSP. Desde 1973, ocupó el cargo de presidente del comité checoslovaco-francés en la Sociedad Checoslovaca de Relaciones Internacionales (ČSMS). Desde 1976, fue vicepresidente del grupo Unión Interparlamentaria Checoslovaca. En 1969 recibió la Orden del Trabajo, en 1974 la Orden de Febrero Victorioso y en 1984 la Orden de Klement Gottwald.